# Аборты в Беларуси
Аборты в Белоруссии легальны с 23 ноября 1955 года, когда Беларусь была республикой Советского Союза. Действующий закон об абортах датируется 31 декабря 1987 года и является одним из самых либеральных законов об абортах в Европе. Аборт допускается по желанию на сроке до 12 недель, а при особых обстоятельствах и по ряду причин — до 28 недель.

Живорождение + аборты в Белоруссии

Процент прерванных беременностей в Белоруссии за определённый период

Закон 1987 года разрешает аборты по традиционным причинам причинения вреда или смерти плоду и/или матери, изнасилования и инцеста, а также в случае:
- смерти мужа во время беременности,
- тюремного заключения для матери или отца,
- постановления суда о лишении беременной женщины родительских прав,
- если в семье уже больше пяти детей,
- если отношения между матерью и отцом заканчиваются разводом,
- или при семейном анамнезе, который включает психические или физические нарушения[1].

Ранее аборт был популярным методом контроля над рождаемостью, и в 1995 году количество абортов превысило число живорождений в два раза. Этот показатель снизился более чем на 75%: в 2008 году количество абортов составило 42 000 (или 39% от числа живорождений).
По состоянию на 2010 год уровень абортов составлял 14,7 абортов на 1000 женщин в возрасте 15–44 лет.
Как и во многих странах Восточной Европы, население Белоруссии сокращается после окончания Холодной войны. Чтобы бороться с этим, правительство Беларуси в 2014 году приняло закон, позволяющий врачам отказываться от абортов; а также предоставляются льготы, чтобы побудить людей иметь больше детей.
Согласно опросу Chatham House 2021 года, «63% белорусов считают, что аборты должны быть законными в большинстве или во всех случаях», однако «это число упало по сравнению с 75% в Беларуси в ноябре 2020 года».